# Dubyago (cráter)

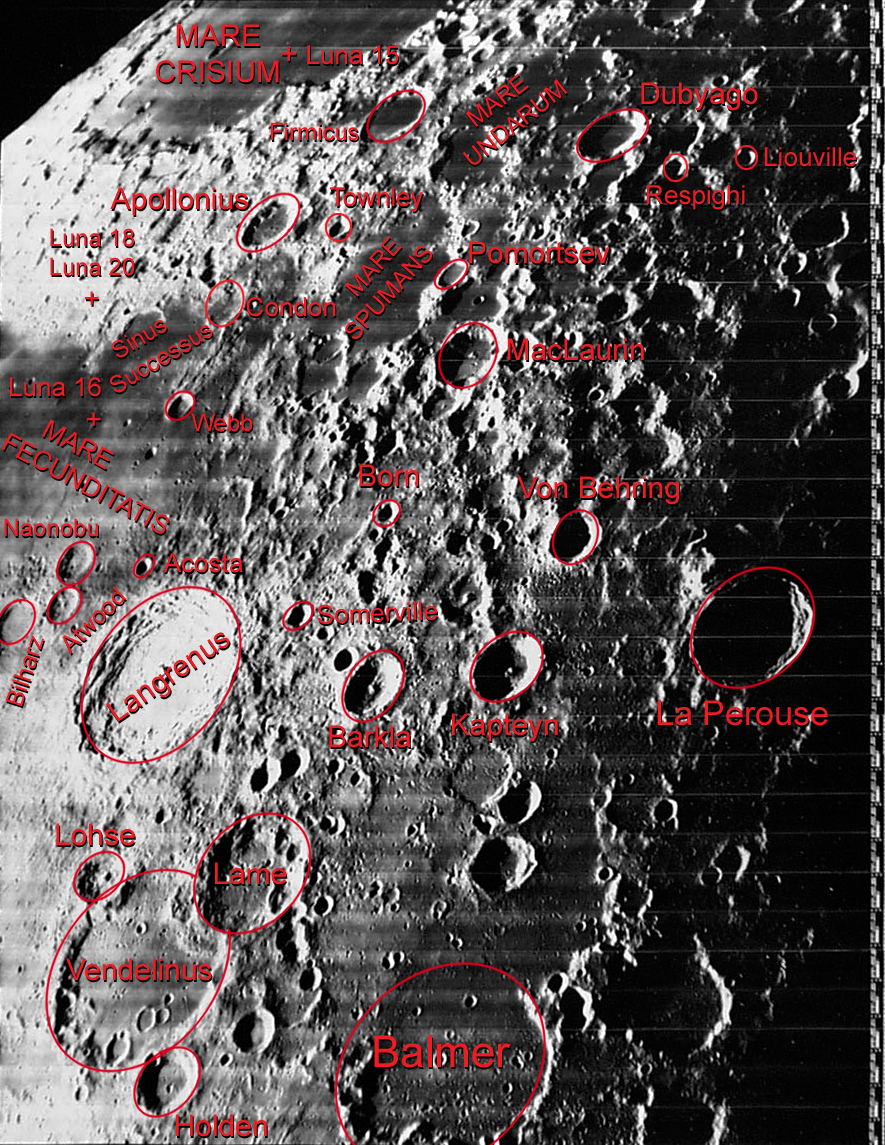
Localización de Dubyago (arriba derecha)

Dubyago  es un cráter de impacto que se encuentra en la extremidad oriental de la Luna, que aparece de manera significativamente en escorzo visto desde la Tierra. Se halla situado a lo largo de la costa sur del Mare Undarum, al sureste del cráter Firmicus.
Este cráter tiene un brocal un tanto desgastado, que se sumerge a lo largo del borde norte hasta alcanzar un punto bajo, y presenta su máxima altitud a lo largo del lado oriental. Sin embargo, el aspecto más notable de este cráter es la tonalidad oscura del suelo interior, que coincide con el albedo del mare lunar situado al noroeste. Este sombreado más oscuro hace que el cráter se destaque un poco de su entorno.
Dubyago tiene un número inusual de cráteres satélite (incluso a pesar de que varios de ellos han sido renombrados por la UAI). El más notable es Dubyago B, situado casi al borde suroriental del cráter principal.
El nombre de este cráter también se transcribe como Dubiago en algunas publicaciones.

## Cráteres satélite
Por convención estos elementos son identificados en los mapas lunares poniendo la letra en el lado del punto medio del cráter que está más cerca de Dubyago.
|         | \| Dubyago \| Coordenadas \| Diámetro \| \| ------- \| -------------------------- \| -------- \| \| B \| 2°48′N 70°12′E / 2.8, 70.2 \| 36 km \| \| D \| 1°24′N 71°12′E / 1.4, 71.2 \| 14 km \| \| E \| 1°18′N 69°00′E / 1.3, 69.0 \| 12 km \| \| F \| 1°48′N 69°24′E / 1.8, 69.4 \| 9 km \| \| G \| 1°48′N 69°00′E / 1.8, 69.0 \| 9 km \| \| H \| 2°18′N 69°12′E / 2.3, 69.2 \| 8 km \| \| J \| 2°54′N 69°36′E / 2.9, 69.6 \| 11 km \| \| K \| 1°30′N 68°12′E / 1.5, 68.2 \| 9 km \| \| L \| 1°54′N 68°06′E / 1.9, 68.1 \| 7 km \| \| M \| 2°30′N 68°06′E / 2.5, 68.1 \| 12 km \| \| N \| 1°24′N 67°00′E / 1.4, 67.0 \| 7 km \| \| R \| 2°30′N 66°18′E / 2.5, 66.3 \| 8 km \| \| T \| 4°48′N 72°18′E / 4.8, 72.3 \| 9 km \| \| V \| 5°54′N 70°00′E / 5.9, 70.0 \| 12 km \| \| W \| 6°30′N 69°54′E / 6.5, 69.9 \| 9 km \| \| X \| 6°30′N 73°00′E / 6.5, 73.0 \| 8 km \| \| Y \| 4°12′N 68°12′E / 4.2, 68.2 \| 7 km \| \| Z \| 3°48′N 70°54′E / 3.8, 70.9 \| 9 km \| |          |
| Dubyago | Coordenadas | Diámetro |
| B       | 2°48′N 70°12′E / 2.8, 70.2 | 36 km    |
| D       | 1°24′N 71°12′E / 1.4, 71.2 | 14 km    |
| E       | 1°18′N 69°00′E / 1.3, 69.0 | 12 km    |
| F       | 1°48′N 69°24′E / 1.8, 69.4 | 9 km     |
| G       | 1°48′N 69°00′E / 1.8, 69.0 | 9 km     |
| H       | 2°18′N 69°12′E / 2.3, 69.2 | 8 km     |
| J       | 2°54′N 69°36′E / 2.9, 69.6 | 11 km    |
| K       | 1°30′N 68°12′E / 1.5, 68.2 | 9 km     |
| L       | 1°54′N 68°06′E / 1.9, 68.1 | 7 km     |
| M       | 2°30′N 68°06′E / 2.5, 68.1 | 12 km    |
| N       | 1°24′N 67°00′E / 1.4, 67.0 | 7 km     |
| R       | 2°30′N 66°18′E / 2.5, 66.3 | 8 km     |
| T       | 4°48′N 72°18′E / 4.8, 72.3 | 9 km     |
| V       | 5°54′N 70°00′E / 5.9, 70.0 | 12 km    |
| W       | 6°30′N 69°54′E / 6.5, 69.9 | 9 km     |
| X       | 6°30′N 73°00′E / 6.5, 73.0 | 8 km     |
| Y       | 4°12′N 68°12′E / 4.2, 68.2 | 7 km     |
| Z       | 3°48′N 70°54′E / 3.8, 70.9 | 9 km     |

Los siguientes cráteres han sido renombrados por la UAI:
- Dubyago C:  Véase Respighi
- Dubyago P:  Véase Pomortsev
- Dubyago Q:  Véase Stewart
- Dubyago S:  Véase Liouville
- Dubyago T:  Véase Boethius